# Serapias provincialis
Serapias provincialis är en orkidéart som beskrevs av Helmut Baumann och Siegfried Künkele. Serapias provincialis ingår i släktet Serapias och familjen orkidéer.
Artens utbredningsområde är Frankrike. Inga underarter finns listade i Catalogue of Life.